# Odette (film, 1935)
Pour les articles homonymes, voir Odette.
Pour plus de détails, voir Fiche technique et Distribution.
Odette ou Déchéance est un film franco-italien réalisé par Jacques Houssin et Giorgio Zambon et sorti en 1935.

## Synopsis
Le comte Hubert de Clermont-Latour se croit trompé par sa femme Odette et demande le divorce. Odette est innocentée, mais perd la garde de sa fille et ne la voit plus qu'à de rares occasions. Elle parcourt alors le monde et devient la princesse Vérianof. Plus tard, Jacqueline, qui croit sa mère morte, se fiance à  Jean des Bordes, et la mère de celui-ci lui apprend la vérité sur Odette.

## Fiche technique
- Réalisation : Jacques Houssin et Giorgio Zambon
- Scénario : Benno Vigny d'après la pièce de Victorien Sardou
- Dialogues en italien : Giorgio Zambon
- Photographie : Alberto G. Carta, René Gaveau, Joseph-Louis Mundwiller, Aldo Tonti
- Musique : Umberto Mancini
- Production : Caesar Film
- Pays de production :  France,  Royaume d'Italie
- Format : Noir et blanc
- Genre : Drame
- Durée : 70 minutes
- Date de sortie : 
  - France : 21 juin 1935

## Distribution
- Francesca Bertini : Odette
- Samson Fainsilber : Dario d'Alhucemas
- Jacques Maury : Philippe d'Armande
- Claude May : Jacqueline
- Yolanda Marcus : Sarah
- May Muriel : Mitza
- Léon Walther : conte Hubert de Clermont-Latour
- Henri Trévoux : Béchamel
- Maurice Maillot : Jean de Bordes
- Henri Fabert : Morizet